# Cantón de Vitry-sur-Seine-Este
El cantón de Vitry-sur-Seine-Este era una división administrativa francesa, que estaba situada en el departamento de Valle del Marne y la región de Isla de Francia.

## Composición
El cantón estaba formado por una fracción de la comuna que le daba su nombre:
- Vitry-sur-Seine (fracción)

## Supresión del cantón de Vitry-sur-Seine-Este
En aplicación del Decreto nº 2014-171 de 17 de febrero de 2014, el cantón de Vitry-sur-Seine-Este fue suprimido el 22 de marzo de 2015 y la fracción de la comuna que le daba su nombre se unió con las demás fracciones para que, por medio de una reestructuración cantonal, fueran creados los nuevos cantones de Vitry-sur-Seine-1 y Vitry-sur-Seine-2.